# Maria Hilfe der Christen (Pretzsch)

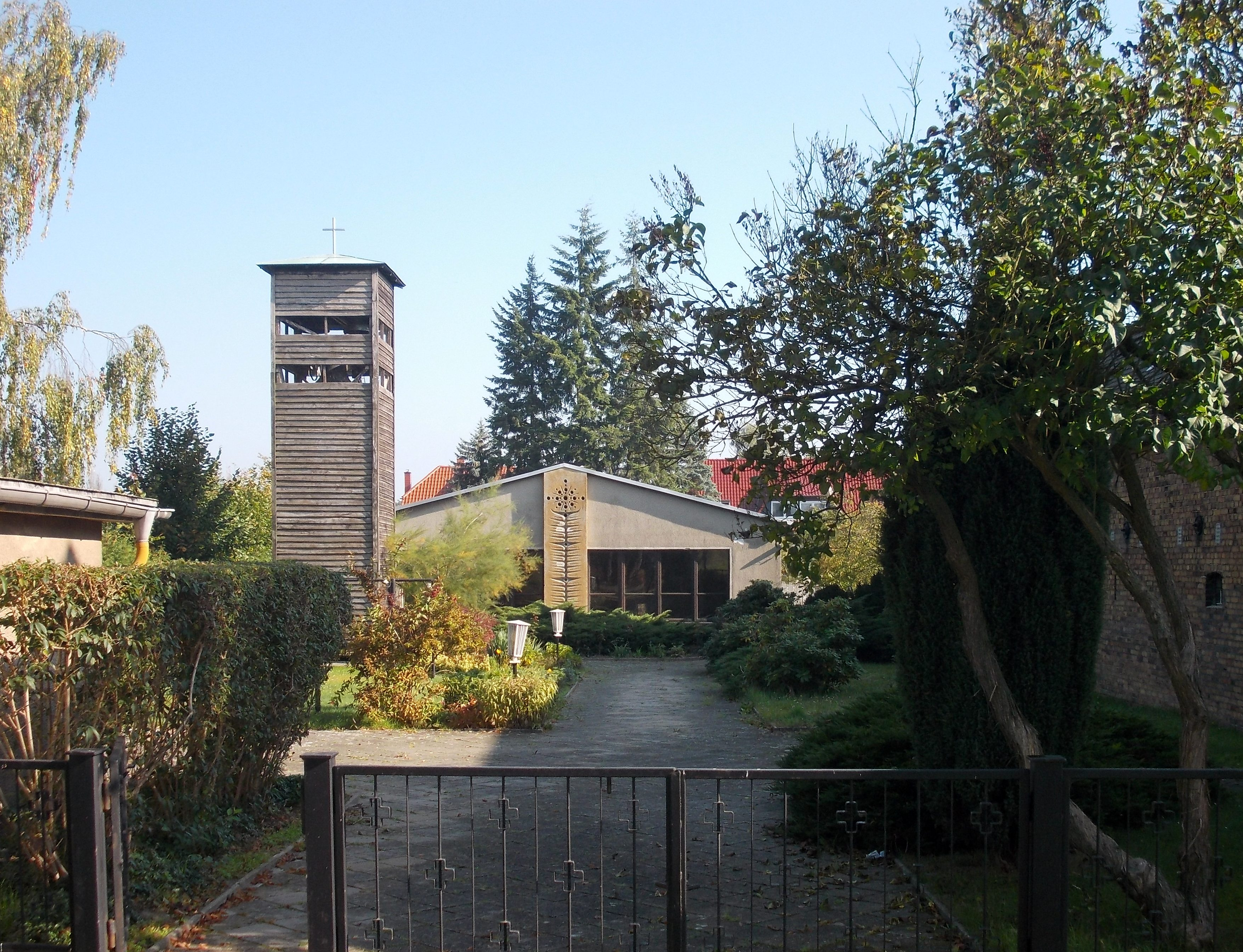
Maria Hilfe der Christen

Maria Hilfe der Christen ist die römisch-katholische Kirche in Pretzsch, einem Stadtteil von Bad Schmiedeberg im Landkreis Wittenberg in Sachsen-Anhalt. Die Kirche, die teilweise auch als Kapelle bezeichnet wird, ist nach dem Marientitel Maria, Hilfe der Christen benannt und gehört zur Pfarrei St. Marien mit Sitz in Lutherstadt Wittenberg im Bistum Magdeburg.

## Geschichte
Durch die Reformation wurde die Bevölkerung von Pretzsch, die damals zum Bistum Meißen gehörte, im 16. Jahrhundert protestantisch.
Nachdem zwischen den beiden Weltkriegen rund 30 Katholiken in Pretzsch wohnten, begann die Pfarrei Wittenberg mit katholischen Gottesdiensten in Pretzsch, die im Bahnhofsrestaurant stattfanden. Nachdem die Westalliierten gegen Ende des Zweiten Weltkriegs zum Niederrhein vorrückten, kamen von dort evakuierte Katholiken nach Pretzsch. Daher fanden von November 1944 an katholische Gottesdienste in der evangelischen St.-Nikolaus-Kirche statt.
Da durch die Flucht und Vertreibung Deutscher aus Mittel- und Osteuropa die Zahl der Katholiken in der Pfarrei Wittenberg nach dem Zweiten Weltkrieg stark angewachsen war, erfolgte am 1. Juli 1947 die Ernennung von Pfarrer Johannes Bonin (1911–1992) aus Steinmark (Kreis Flatow) zum außerplanmäßigen Vikar der Pfarrei Wittenberg. Er nahm seinen Wohnsitz in Pretzsch, womit in Pretzsch eine katholische Gemeinde gegründet wurde.
Am 1. November 1947 wurde die Kuratie Pretzsch errichtet. Der 1937 in Schneidemühl zum Priester geweihte Bonin wurde ihr erster und einziger Kuratus. Zum Seelsorgegebiet von Pretzsch, in dem anfangs rund 2000 Katholiken lebten, gehörten neben Pretzsch auch Bad Schmiedeberg, wo es 1954 zur Gründung einer eigenen Kuratie kam, sowie 17 Dörfer, die zur Pfarrei Wittenberg gehörten. Ferner noch fünf Ortschaften der Kirchengemeinde Bad Liebenwerda, die rechts der Elbe liegen. Die Gottesdienste fanden in der evangelischen St.-Nikolaus-Kirche und im Konfirmandensaal statt. Der Pfarrer wohnte im evangelischen Pfarrhaus, wo er in der Küsterwohnung ein Zimmer bekam. In der ersten Hälfte der 1950er Jahre wurde in einem angemieteten Raum eine katholische Notkapelle eingerichtet.
Nachdem von der evangelischen Kirchengemeinde ein Grundstück erworben werden konnte, wurde durch Eigenleistung der Gemeindemitglieder die heutige Kirche erbaut, die 1974 geweiht wurde. Der Künstler Bruno Kubas schuf 1974 den Altar, den Ambo und ein Kreuz. 1979 trat Kuratus Johannes Bonin in den Ruhestand und verließ Pretzsch. Die Seelsorge in Pretzsch übte danach der Seelsorger der Pfarrvikarie Bad Schmiedeberg aus. Von 1983 bis 2006 wohnte mit dem Ruhestandspfarrer Ferdinand Weber (1915–2011) nochmals ein Priester in Pretzsch, der, solange es seine Kräfte zuließen, seelsorgerisch tätig war.
Am 8. Juli 1994 wurde das Bistum Magdeburg gegründet, und die Zugehörigkeit von Pretzsch wechselte vom Erzbistum Paderborn zum Bistum Magdeburg. Zum 15. Dezember 2007 wurde der Gemeindeverbund Lutherstadt Wittenberg – Lutherstadt Wittenberg-Piesteritz – Zahna – Annaburg – Kemberg – Elster errichtet, zu dem auch Pretzsch gehörte. Infolge der Strukturreform des Bistums bilden seit dem 2. Mai 2010 die Pfarrgemeinden in Annaburg, Bad Schmiedeberg, Elster, Jessen, Kemberg, Piesteritz, Wittenberg und Zahna die gemeinsame Pfarrei St. Marien, Wittenberg, deren zentrale Pfarrkirche die Unbefleckte-Empfängnis-Kirche ist. Bis zur Auflösung der Dekanatsstrukturen im Bistum Magdeburg am 1. September 2023 gehörte Pretzsch zum Dekanat Dessau.

## Lage, Architektur und Ausstattung
Die Kirche steht im Westen von Pretzsch, rund 200 Meter vom Bahnhof entfernt, auf dem Grundstück Feldweg 9. Auch von der Bahnhofstraße aus ist die Kirche zugänglich.
Im freistehenden, kreuzbekrönten Kirchturm hängen drei Bronzeglocken. Das Kirchenschiff ist mit einem Satteldach eingedeckt. Der Altar und der Ambo von 1974 wurden inzwischen ersetzt. Der heutige Ambo ist mit den Evangelistensymbolen geschmückt: der Adler steht für Johannes, der Mensch für Matthäus, der Stier für Lukas und der Löwe für Markus. Die Schutzmantelmadonna ist ein Werk von Hildegard Hendrichs und stammt noch aus der Notkapelle.